# Agamospermia
Agamospermia é um tipo de reprodução assexual das plantas vasculares (apomixia) em que há formação de esporófito por meio de sementes, porém, sem fusão e formação de gametas, ou seja, o óvulo transforma-se em semente sem ser fecundado. Pode ocorrer com ou sem alternância de gerações.